# José y la mujer de Putifar
José y la mujer de Putifar es un cuadro del pintor italiano Tintoretto realizado en óleo sobre lienzo. Mide 54 cm de alto por 117 cm de ancho. Pintado hacia el año 1555, se encuentra actualmente expuesto en el Museo del Prado en Madrid, España. Este cuadro fue comprado por Diego Velázquez, durante su segunda visita a Venecia, para Felipe IV junto con otras cinco pinturas de temática bíblica.
Aparece en primer plano la mujer de Putifar, tendida en la rica alcoba, invitando a José a unirse a ella, proposición que éste rechazó y por lo que fue encarcelado injustamente.